# 살오징어아과
살오징어아과(Todarodinae)는 빨강오징어과에 속하는 오징어 아과의 하나이다. 4개 속으로 이루어져 있다.

## 하위 속
- 살오징어아과 (Todarodinae)
  - 칠성살오징어속 (Martialia)

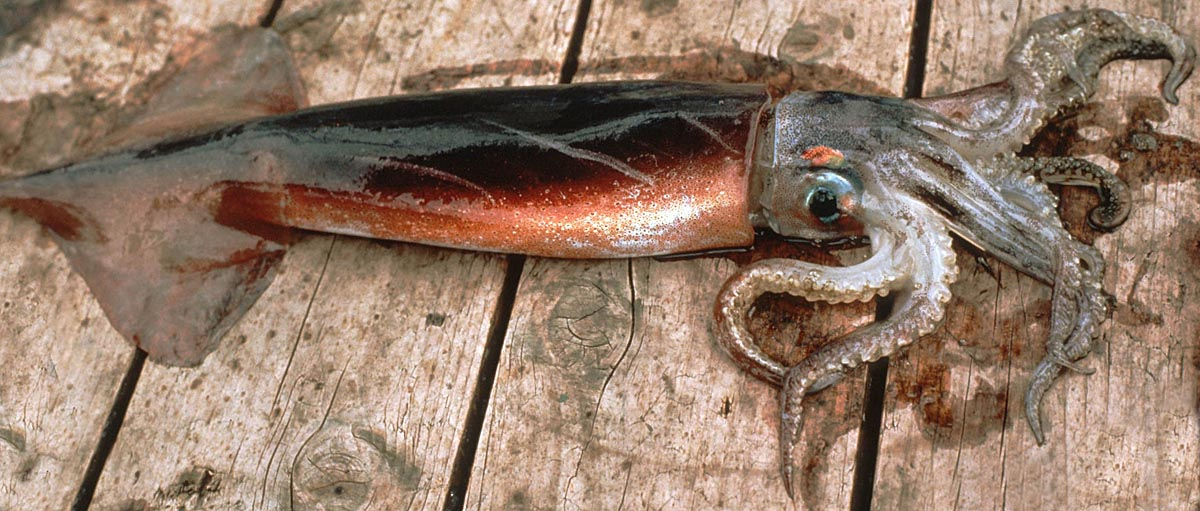
칠성살오징어 (Martialia hyadesii

    - 칠성살오징어 (Martialia hyadesii)

  - 노토토다루스오징어속 (Nototodarus)
    - 굴드오징어 (Nototodarus gouldi)
    - 하와이오징어 (Nototodarus hawaiiensis)
    - 웰링턴오징어 (Nototodarus sloanii)

  - 살오징어속 (Todarodes)
    - 앙골라살오징어 (Todarodes angolensis)
    - 남극빨강오징어 (Todarodes filippovae)
    - 살오징어 (Todarodes pacificus) - 오징어, 피둥어꼴뚜기, 물오징어 등으로 불린다.
    - 유럽화살오징어 (Todarodes sagittatus)

  - 작은오징어속 (Todaropsis)
    - 작은오징어 (Todaropsis eblanae)